# Mark H. A. Davis
Mark Herbert Ainsworth Davis (* 25. April 1945; † 18. März 2020) war ein britischer Mathematiker, der sich mit Finanzmathematik und stochastischer Analyse befasste.
Davis studierte an der Universität Cambridge mit dem Bachelor-Abschluss in Elektrotechnik 1966 und an der University of California, Berkeley, mit dem Masterabschluss in Elektrotechnik und Informatik 1968 und der Promotion bei Pravin Varaiya 1971 (Dynamic programming conditions for partially observable stochastic systems). Danach war er Lecturer, Reader und ab 1984 Professor für Systemtheorie am Imperial College London. 1995 bis 1999 war er Direktor für Forschung und Entwicklung bei der Investmentbank Tokyo-Mitsubishi International in London. 2000 bis 2009 war er wieder Professor für Mathematik am Imperial College und Leiter der dortigen Abteilung für Finanzmathematik. Ab 2009 war er dort Distinguished Research Fellow. Außerdem war er Berater von Hanover Square Capital in London.
2000 war er Gastprofessor an der TU Wien.
In der Finanzmathematik befasste er sich insbesondere mit Modellen für Kreditrisiken, Preisbildung in unvollständigen Märkten und stochastischer Volatilität.
2002 erhielt er den Naylor-Preis. 1983 erhielt er einen Ehrendoktor (Sc. D.) der Universität Cambridge. 2001 wurde er Ehrenmitglied des Institute of Actuaries und 1994 wurde er Fellow des Institute of Mathematical Statistics. Er war Fellow der Royal Statistical Society.
Er war 1978 bis 1995 Herausgeber von Stochastics and Stochastics Reports, war Mitgründer und 1990 bis 1993 Mitherausgeber von Mathematical Finance, war 1995 bis 1998 Mitherausgeber von Annals of Applied Probability und war Mitherausgeber von Quantitative Finance und des SIAM Journal of Financial Mathematics.
Er starb im März 2020 nach längerer Krankheit.

## Schriften
- Linear Estimation and Stochastic Control. Chapman and Hall, London 1977, ISBN 0-470-99215-8 (auch ins Russische übersetzt: М. Х. А. Дэвис: Линейное оценивание и стохастическое управление. Наука, Москва 1984).
- Lectures on stochastic control and nonlinear filtering (= Lectures on Mathematics and Physics. 75). Springer, Berlin u. a. 1984, ISBN 3-540-13343-7.
- mit Richard B. Vintner: Stochastic modelling and control (= Monographs on Statistics and Applied Probability. (24)). Chapman and Hall, London u. a. 1985, ISBN 0-412-16200-8.
- mit Gabriel Burstein: Deterministic methods in stochastic optimal control. Imperial College of Science and Technology – Department of Electrical Engineering, London 1992.
- Markov models and optimization (= Monographs on Statistics and Applied Probability. 49). Chapman and Hall, London u. a. 1993, ISBN 0-412-31410-X.
- mit Alison Etheridge (Hrsg.): Louis Bachelier’s Theory of Speculation. The Origins of modern Finance. Princeton University Press, Princeton NJ u. a. 2006, ISBN 0-691-11752-7.